# ルメリア

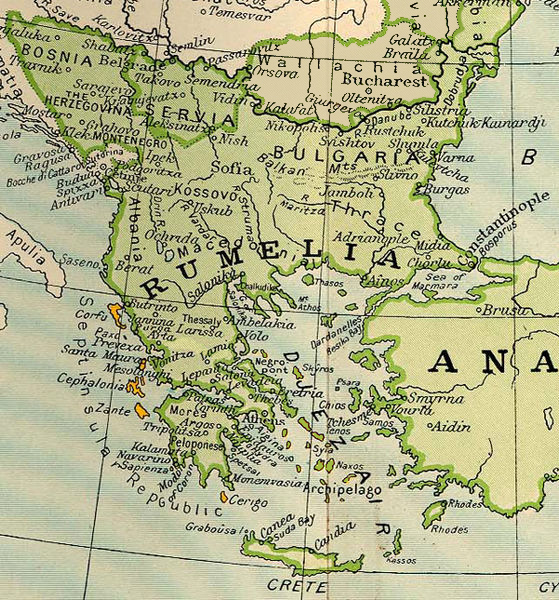
1801年のルメリア地方

ルメリア（トルコ語: Rumeli、アルバニア語: Rumeli、ブルガリア語: Румелия、ギリシア語: Ρούμελη）は、オスマン帝国統治下の南バルカン地域についてのトルコ語の名称であり、15世紀から使用された。ルメリともいう。ルメリアとは、直訳すると「ローマ人の土地」という意味であり、「ローマ」とはオスマン帝国以前にこの地域を支配していた、東ローマ帝国のことを指している。11世紀から12世紀にかけては、ルメリアはアナトリア地方にも使用されていたが、トルコ人による東ローマ帝国の征服が進むにつれて、しだいに南バルカン地域のみを指すようになった。
ルメリア地方は、古代のコンスタンティノープル属州、テッサロニキ属州、トラキア属州、マケドニア属州、モエシア属州の地域のことであり、現在のギリシャ中央部とトルコのヨーロッパ部分、ブルガリア、北マケドニア共和国などにあたる。北はドナウ川に接し、西はアルバニア、南はモレアに接する地域である。ルメリア地方の主都はビトラである。
1870年から1875年にかけて国境が変動した結果、ルメリアの名称はどの国でも使用されなくなった。1878年のベルリン条約で、オスマン帝国の自治州として東ルメリ自治州が構成されたが、1885年9月6日に無血革命が起こり、その後ブルガリアに併合された。
今日のトルコでは、ヨーロッパ側の領土である、エディルネ県、クルクラーレリ県、テキルダー県、チャナッカレ県の北部、イスタンブール県の西部の地方を指すのに、「ルメリ（Rumeli）地方」の代わりに、「トラキア（Trakya）地方」が広く使用されるようになった。しかし、ルメリアの地域名は、歴史を扱う上では使用されているし、バルカン地域に居住するトルコ人や、バルカン地域からトルコに移住した人々の文化などにも使われている。また、ギリシャでは「ルメリ（Ρούμελη）地方」は、中央ギリシャ地方を指し、特にモレア地方と対比する時によく使用される。

## 行政
ルメリアの最初のベイレルベイ（総督）は、ムラト1世の教師であったララ・シャヒン・パシャである。1362年に、シャヒン・パシャはルメリアの行政の中心をフィリベ（プロヴディフ）に置いた。その後の1382年にソフィヤ（ソフィア）に移された。
- サハベッティン・パシャ (1436)
- ソコルル・メフメト・パシャ (1551-1555)
- ペルテヴ・パシャ (1555-?)
- イェーン・パシャ (17世紀)
- アリ・パシャ (1741-1822)
- ヨルガンジュオール・パシャ (1905)